# Gare d’Ussel
Gare d'Ussel – stacja kolejowa w Ussel, w departamencie Corrèze, w regionie Nowa Akwitania, we Francji.
Jest stacją Société nationale des chemins de fer français (SNCF), obsługiwaną przez pociągi TER Limousin TER Auvergne i Intercités.